# 1413
1413 (MCDXIII) je bilo navadno leto, ki se je po julijanskem koledarju začelo na nedeljo.

## Dogodki
- 7. januar - v aragonskem mestu Tortosa se začne tortoški disput, verska razprava med katoliškimi in judovskimi teologi.

## Smrti
- 20. marec - Henrik IV., angleški kralj (* 1367)
- 24. maj - Herman II., hessenški deželni grof (* 1341)
- 5. julij  - Musa Čelebi, osmanski emir Rumelije  (* 1388)
- 26. september - Štefan III. Wittelsbaški, vojvoda Bavarske-Ingolstadta (* 1337)
- 16. december - Michele Steno, 63. beneški dož (* 1331)